# Магаловы
Мага́ловы (Магалашвили) — грузинский княжеский род, происходящий от гофмаршала грузинского царя Назара-Али-хана, Амилбара Магалашвили (1701).
Был внесён в V часть родословной книги Тифлисской губернии.
Другой дворянский род Магаловых восходит к концу XIV века и был внесён в VI часть родословной книги той же губернии.